# Los 40 Urban (Colombia)
Los 40 Urban (estilizado como LOS40 Urban)  fue una cadena de radio colombiana de temática musical, propiedad de Caracol Radio del grupo Prisa Radio. Fue la primera versión internacional de la marca creada en 2020 en España haciendo parte del núcleo de emisoras LOS40, sustituyendo a la marca local Oxígeno by Los40 a partir del 1 de julio de 2022. Su programación consistió en la emisión de reguetón, bachata, electrónica, champeta, entre otros géneros urbanos. Poseía estaciones en Bogotá, Cali, Medellín y Villavicencio.

## Historia
El nuevo nombre e identidad de la cadena urbana de Caracol Radio fue presentada oficialmente el 1 de julio de 2022 a las 12:00 AM, en medio de un evento organizado por la anterior emisora Oxígeno en Ascanio Disco Bar, ubicado en la zona rosa de la Avenida Primera de Mayo de la ciudad de Bogotá. Anteriormente a eso no se había anunciado el cambio en ningún medio de la emisora hasta un día antes (30 de junio de 2022), cuando comenzaron a emitirse las promociones del cambio de nombre Oxígeno a Los 40 Urban en las diferentes frecuencias de la cadena en el país. 
Caracol Radio promociona este cambio como una evolución y potenciación de la cadena Oxígeno, ya que la nueva propuesta radial contará con un nuevo tinte más internacional al tener la presencia de la marca global LOS40. De acuerdo con Felipe Cabrales, presidente de Caracol Radio al momento del cambio, “pensamos en que ya era hora de que aterrizara en Colombia LOS40 Urban, que se montara en ese éxito de Oxígeno que ustedes ha construido y que con eso potenciáramos hoy la principal marca de la música urbana en Colombia que es LOS40 Urban”.
En el mes de octubre, por decisión interna de la compañía, la señal en la ciudad de Barranquilla deja de operar. La emisora transmitió hasta el 16 de octubre de 2022 a las 12:07 AM.
El 1 de junio de 2023, por medio de un comunicado de Grupo Prisa, la emisora entró en proceso de reestructuración, en el cual hubo recortes de personal y se comienza un nuevo modelo estratégico entre audiencia y negocio.
A partir del 1 de julio de 2023, la cadena oficialmente fue reemplazada por LOS40 que, a su vez, regresa después de 3 años al espectro FM.

## Frecuencias
| Ciudad        | Frecuencia | Indicativo |
| ------------- | ---------- | ---------- |
| Bogotá        | 100.4 FM   | HJL81      |
| Cali          | 104.0 FM   | HJK41      |
| Medellín      | 90.9 FM    | HJPQ       |
| Villavicencio | 90.3 FM    | HJQF       |